# Nephronectin
Nephronectin‏ (Nephronectin) هوَ بروتين يُشَفر بواسطة جين Nephronectin في الإنسان.